# 260-as főút (Magyarország)
A 260-as főút egy észak-magyarországi másodrendű főút mely Sajószentpéter és Berente elkerülőjeként szolgál Sajószentpéter és Múcsony között párhuzamosan a 26-os főúttal.

## Története
Évtizedek óta húzódó projekt volt, hogy egy szlovák határig tartó 2 × 2 sávos elkerülő útszakasz megépítése jelentős lenne a 26-os főúton valamint számos településén (legfőképp Sajószentpéteren) áthaladó tranzitforgalom miatt. 2021-ben elkezdődtek a munkálatok, de csak 2x1 sávban és csak Múcsonyig, először Sajószentpéter határában értelmet nyert az "ország legnevetségesebb körforgalma" (15 éven át 2 kijárata volt, a 26-os út 2 × 2 sávos szakaszát 2 × 1 sávvá szűkítette), majd a 27-es főút és a 2606-os mellékútnál forgalomkorlátozások tömkelege zajlott le. Az építkezés részeként valósult meg először a mellékút 1,8 kilométerszelvényénél, majd 800.-adik méterénél egy-egy körforgalom kialakítása, új nyomvonalra került a 2606-os út, egy, a 92-es vasútvonalat keresztező újonnan épített hídra. Kazincbarcika belterületén egy eddig 2 jelzőlámpás kereszteződést egy nagy körforgalommá alakítottak, melynek 5 kijárata lett. Több helyen is történt burkolatfelújítás. 2023 karácsonya előtt néhány nappal adták át a forgalomnak, később a tehergépjárműveket 7,5 tonna felett kitiltották Sajószentpéterről. Csak célforgalomban hajthatnak be, illetve át a városon (pl a helyi benzinkút kiszolgálására). Az BorsodChem teherforgalma az elkerülő út végén található körforgalomtól lehetséges, 4000 méter távolságig, amire tábla figyelmeztet.

## Nyomvonala
A 26-os főútból kiágazva, Sajószentpéter előtt körülbelül 750 méterrel indul a számozása. Először a Miskolc–Bánréve–Ózd-vasútvonalat keresztezi, majd a Sajó folyót több, mint 150 méteres hídon. Észak-nyugati irányban folytatja útját, a 3,5 kilométerszelvényénél körforgalom következik, innen Edelénybe lehet eljutni gyorsabban a 27-es főútvonalon keresztül. A hátralevő távja folyamán egyharmadán nyílegyenesen halad, többi részén kisebb kanyarokkal, illetve jelentős árvízvédelmi töltésekkel rendelkezik, úgy jut el a 2606-os mellékút 1,8. kilométeréhez, ahol a Kazincbarcikát és Múcsonyt összekötő szakaszba csatlakozik szintén körforgalmon keresztül, előtte egy Szuha-pataki hídon.
Teljes hossza 10,615 kilométer.